# Foo fighter
Foo fighter, naziv za neidentificirane zračne fenomene (NLP) ili NLO, koji su bili prijavljivali ratni piloti za vrijeme Drugog svjetskog rata, najčešće u Europi i na pacifičkom bojištu. Iz izvještaja se može pretpostaviti da se nije nužno radilo o materijalnim objektima, već prije o svjetlosnim kuglama, koje su odašiljale i mijenjale boje. Moguća objašnjenja za takve pojave su neka vrste vatre sv. Ilije, elektromagentski fenomen ili svjetlosna refleksija.

## Etimologija
Isprva se takve neobjašnjive svjetleće pojave na nebu nazivalo kraut-fighters ili kraut-balls, jer se pretpostavljalo da je riječ o nekakvoj naprednoj njemačkoj vojnoj tehnologiji. Međutim, jedan je američki pilot, 1944. godine, parafrazirao riječ iz stripa "Smokey Stover", rekavši "Where there's foo, there's fire!" i tako je nastao izraz foo-fighter. Iako se prvotno, samo taj određeni oblik NLO-a, odnosno NLP-a nazivao foo fighterom, nakon završetka rata se sve takve neobjašnjive pojave na nebu počelo nazivati tim imenom. Prema većinskom mišljenju, prvi je taj naziv upotrijebio Donald J. Meiers, radarski operater 415-og noćnog napadačke eskadre.

## Povijest viđenja tijekom Drugog svjetskog rata
Američki i britanski vojni piloti počeli su tijekom 1943. i 1944. godine sve češće viđati čudne leteće objekte koji su letjeli usporedo sa zrakoplovima i postizali nevjerojatna ubrzanja. Opisivani su kao svjetleće lopte ili skupine takvi lopti s crvenim ili zelenim svjetlima, veličine nekoliko desetaka centimetara u promjeru ili kao grupe malih diskova. Mijenjale su boje od narančaste do crvene i bijele pa zatim opet do narančaste. Prema informacijama, jedan je pilot zrakoplova P-47 vidio leteći iznad njemačkog grada Neustadta "loptu zlatne boje s metalnim krajevima", dok je drugi pilot, istog dana, vidio kraj istog grada "fosforescentnu zlatnu sferu" promjera metar do metar i pol. S druge strane, posada zrakoplova B-29 nad Japanom izvjestila je o viđenju lopti koje su lebdjele oko zrakoplova i mijenjale boju od crvene do narančaste pa do bijele.
Najviše prijava o viđenju foo fightera dogodila se za vrijeme velikih bombardiranja Njemačke, kada su viđani i s tla, a ne samo iz zraka. Zanimljivo je da su saveznički piloti vjerovali kako se radi o tajnom njemačkom eksperimentalnom naoružanju, s kojim nacisti pokušavaju unijeti pomutnju u savezničke redove, dok su njemačke i japanske vojne snage također vjerovale kako se radi o tajnom savezničkom oružju. Osim foo fightera, obje zaraćene strane zabilježile su i viđenja većih letjelica u obliku cigarete, diska ili sfere.